# Vojača
Vojača (en serbio: Војача) fue reina consorte de Bosnia desde 1443 hasta 1445 como la primera esposa del rey Tomás de Bosnia.
Vojača era una plebeya y miembro de la Iglesia bosnia. Vojača y Tomás se casaron antes de su ascenso al trono y tuvieron dos hijas y dos hijos. Cuando su marido fue elegido rey de Bosnia, se convirtió en su consorte. Sin embargo, la poderosa nobleza bosnia no la consideró apta para ser reina debido a sus orígenes humildes. Por lo tanto, su esposo solicitó la anulación de su matrimonio al papa Eugenio IV. El papa concedió la anulación en 1445 y Tomás se volvió a casar, esta vez eligiendo a Catalina Kosača, la hija del más poderoso noble bosnio Stjepan Vukčić Kosača.
Como exreina, Vojača probablemente se retiró a un monasterio. Su hijo con Tomás, Esteban Tomašević, se convirtió en rey de Bosnia en 1461, pero no vivió lo suficiente para verlo ascender al trono. El otro hijo de Vojača murió a la edad de 14 años durante una peregrinación a Mljet, que emprendió con ella según Mavro Orbini.